# Şehzade Mehmed Selim
Şehzade Mehmed Selim Efendi (turco ottomano: شہزادہ محمد سلیم; Istanbul, 11 gennaio 1870 – Jounieh, 5 maggio 1937) è stato un principe ottomano, figlio maggiore del sultano Abdülhamid II e della consorte Bedrifelek Kadın.

## Origini
Şehzade Mehmed Selim Efendi nacque l'11 gennaio 1870 a Istanbul, nel Palazzo Dolmabahçe. Suo padre era il futuro sultano ottomano Abdülhamid II e sua madre la consorte Bedrifelek Kadın. Era il primo maschio per il padre, dopo una figlia, Ulviye Sultan, avuta da Nazikeda Kadın, e aveva una sorella minore, Zekiye Sultan, e un fratello minore, Şehzade Ahmed Nuri.
Nel 1876 suo padre depose il suo fratellastro Murad V e divenne sultano, decidendo di trasferirsi con la corte e la famiglia a Palazzo Yıldız. Lì Mehmed Selim venne circonciso il 17 dicembre 1883, insieme a Şehzade Mehmed Ziyaeddin, Şehzade Ibrahim Tevfik, Şehzade Abdülmecid, Şehzade Mehmed Şevket e Şehzade Mehmed Seyfeddin, dal chirurgo Cerrâh Halil Bey Efendi.
Venne educato nel Padiglione Ihlamur insieme al suo fratellastro Şehzade Mehmed Abdülhalim e a Şehzade Abdülmecid, figlio dello zio del padre, il sultano Abdülaziz. I suoi insegnanti furono Baha Efendi, Ahmed Mazharüddin e Mehmed Nuri. Alla fine, parlava correttamente francese e persiano oltre al turco.
Dopodiché venne iscritto al Collegio militare ottomano e gli venne assegnata una villa nei giardini di Palazzo Yıldız. Ricoprì i gradi di brigadiere di fanteria e generale dell'esercito ottomano.
Abdülhamid II e Şehzade Mehmed Selim andavano notoriamente poco d'accordo, non si piacevano e avevano una relazione turbolenta. Questo danneggiò anche il rapporto fra Abdülhamid e la madre, la sorella e il fratello di Mehmed Selim, perché, pur di non rischiare di incontrare il figlio, Abdülhamid smise di fare loro visita.

## Deposizione di Abdülhamid II
Nel 1909 Abdülhamid II fu deposto ed esiliato, prima a Salonicco e poi, dal 1912, nel Palazzo Beylerbeyi di Istanbul. Inizialmente, Mehmed Selim venne scelto come suo successore, ma questo avrebbe richiesto una modifica alla legge di successione, dall'anzianità agnatizia alla primogenitura maschile, e per questo, insieme a motivi di ordine politico, venne scartato a favore di Mehmed V, fratellastro minore di Abdülhamid II.
Il nuovo sultano intimò alla famiglia del sultano deposto di lasciare Palazzo Yıldız. Mehmed Selim si stabilì, con la madre e il fratello, prima nella villa di sua sorella Zekiye e poi in una villa privata a Serencebey.
Nel 1918 il sultano comunicò a tutti i figli e figlie di Abdülhamid che l'uomo era in punto di morte e permise loro di fargli visita a Palazzo Beylerbeyi, ma il vecchio sultano non volle vederli e spirò con accanto solo le sue due consorti più amate e fedeli, Müşfika Kadın e Saliha Naciye Kadın.
Alcuni mesi dopo anche Mehmed V venne deposto e sostituito con il suo fratellastro minore, Mehmed VI. Anche lui poco gradito, iniziarono a circolare voci secondo cui esisteva un complotto per deporre o assassinare il sultano per mettere invece Mehmed Selim sul trono.

## Esilio
Nel 1924 la dinastia ottomana venne esiliata.
Mehmed Selim e la sua famiglia si stabilirono prima a Damasco in Siria e poi a Jounieh in Libano, mentre d'estate si recavano ad Aley.
Nel 1925, insieme ai fratelli e alle consorti paterne, incaricò un avvocato ebreo, Sami Günzberg, di cercare di recuperare l'eredità di Abdülhamid II, sequestrata dal governo della Repubblica Turca.
Negli anni immediatamente successivi all'abolizione del Sultanato e del califfato ottomano esisteva una fazione di un certo peso che intendeva invertire il processo e che elesse Mehmed Selim come loro candidato al trono.
Nel 1925 il principale sostenitore, lo sceicco Sa'ad, proclamò Mehmed Selim califfo durante il sermone del venerdì, letto in suo nome nella Grande Moschea di Diyarbakır. Tuttavia, la Francia intervenne a bloccare il diffondersi del sostegno al Sultanato in Siria, dove Mehmed Selim era molto popolare e stimato e veniva abitualmente chiamato Sultano Selim. La casa dove viveva veniva chiamata dai locali Kasrü'l-Melik (casa del re) e, quando non poté più pagare l'affitto, l'armeno proprietario gliene concesse l'uso gratuito, malgrado la tensione esistente all'epoca fra turchi e armeni. Nonostante ciò, Mehmed Selim apparentemente non fece nulla per aiutare o incoraggiare i suoi sostenitori nel loro progetto di restaurazione.
Nel 1930 i discendenti di Abdülhamid II, guidati da Mehmed Selim, intestarono causa alla British Petroleum Company per ottenere un indennizzo sui pozzi di petrolio iracheni e sulle terre palestinesi che facevano parte delle proprietà private dell'ex sultano e che quindi non potevano essere legalmente requisite dal governo turco o da altri. Tuttavia, i discendenti del sultano Abdülaziz avevano intestato una causa simile e questo divise i due rami della famiglia, che già era in cattivi rapporti a causa della morte sospetta di Abdülaziz, che i suoi figli e nipoti ritenevano fosse stato un assassinio organizzato dall'altro ramo (quello detto "Mecide", che includeva i discendenti di Abdülmecid I, fra cui gli ultimi quattro sultani, fratellastro maggiore di Abdülaziz).

## Morte
Şehzade Mehmed Selim morì il 5 maggio 1937 a Jounieh. Venne sepolto nel monastero di Solimano, a Damasco.

## Famiglia
Şehzade Mehmed Selim aveva otto consorti, due figli e una figlia.

### Consorti
- Iryale Hanım. Nata Daryal Marshania nel 1870 a Sukhumi, era la figlia del principe Ali Hasan Bey Marshania e della principessa Fatma Horecan Aredba e sorella minore di Nazikeda Kadın, consorte di Mehmed VI, zio di Mehmed Selim. Entrò a Palazzo Yıldız nel 1882 e si sposarono nel 1886. Morì nel 1904 e venne sepolta nel cimitero Yahya Efendi. Da lei ebbe il figlio maggiore, morto infante, e la figlia.
- Pervin Hanım. Lo seguì in esilio e morì a Jounieh.
- Eflakyar Hanım. Nata a Batumi da Gazi Muhammed. Era pittrice. Lo seguì in esilio e morì a Jounieh.
- Nilüfer Hanım. Abcasa, si sposarono nel 1905. Nel 1924 divorziarono, prima dell'esilio, e lei rimase a Istanbul, dove si risposò. Morì nel 1957 e venne sepolta nel cimitero Yahya Efendi. Da lei ebbe il figlio minore.
- Dürrüyekta Hanım. Circassa della famiglia Karzeg, era stata tesoriera dell'harem di Abdülhamid II. Lo seguì in esilio e, dopo essere rimasta vedova, si trasferì a Tripoli, dove morì.
- Leman Dilistan Hanım. Nata a Sivas, figlia di Osman Bey. Si sposarono il 16 settembre 1918. Lo seguì in esilio e, dopo essere rimasta vedova, si trasferì a Beirut, dove morì il 1 febbraio 1951.
- Gülnaz Hanım. Era circassa.
- Mevhibe Hanım.

### Discendenza
- Da Iryale Hanım, un figlio e una figlia:
  - Şehzade Mehmed (1887 - 1890). Nato e morto a Palazzo Yıldız. Sepolto nel cimitero Yahya Efendi.
  - Emine Nemika Sultan (9 marzo 1888 - 6 settembre 1969). Sposata una volta, ebbe due figli e due figlie.
- Da Pervin Hanim, nessuna discendenza
- Da Eflakyar Hanım, nessuna discendenza
- Da Nilüfer Hanım, un figlio:
  - Şehzade Mehmed Abdülkerim (26 giugno 1906 - 3 agosto 1935). Sposato una volta, ebbe due figli.
- Da Dürrüyekta Hanım, nessuna discendenza
- Da Dilistan Hanım, nessuna discendenza
- Da Gulnaz Hanım, nessuna discendenza
- Da Mevhibe Hanım, nessuna discendenza

## Personalità
Şehzade Mehmed Selim venne descritto come un uomo basso, nervoso e invecchiato precocemente, afflitto da tremori nervosi.

## Onorificenze
Şehzade Mehmed Selim venne insignito delle seguenti onorificenze:

### Ottomane
- Ordine della Casa di Osman, ingioiellato
- Ordine della gloria, ingioiellato
- Ordine di distinzione, ingioiellato
- Ordine di Osmanieh, ingioiellato
- Ordine dei Medjidie, ingioiellato
- Medaglia Imtiyaz, argento
- Medaglia Imtiyaz, oro
- Medaglia di guerra Liakat, oro
- Medaglia Liakat, oro
- Medaglia Hicaz Demiryolu, oro
- Medaglia della guerra greca, oro
- Medaglia eccezione della Marina, oro

### Straniere
- Austro-ungheria: Gran Croce dell'Ordine imperiale di Leopoldo, 6 giugno 1918

## Cultura popolare
- Nella serie TV del 2017 Payitaht: Abdülhamid, Şehzade Mehmed Selim è interpretato dall'attore turco İlker Kızmaz.